# 1669 en France
Chronologie de la France
- 1665
- 1666
- 1667
- 1668
- 1669
- 1670
- 1671
- 1672
- 1673

Cette page concerne l’année 1669 du calendrier grégorien.

## Événements
- 19 janvier : un bref de réconciliation du pape Clément IX établit la paix clémentine ou Paix de l’Église avec les jansénistes[1].
- 21 janvier : édit supprimant les Chambres mi-parties de Paris et de Rouen. Elles ont été créées en faveur des protestants par l’Édit de Nantes[2].

- 1er février : déclaration royale en trente-neuf articles « portant règlement des choses qui doivent être gardées et observées par ceux qui font profession de la Religion prétendue reformée »[3]. Elle donne une interprétation restrictive de l’édit de Nantes : les temples construit après 1598 sont démolis[4].
- 5 février : le Tartuffe de Molière est joué au Palais-Royal avec l’autorisation du roi. Il obtient un succès immédiat[5].
- 13 février : Ballet de Flore aux Tuileries, musique de Lully, livret de Benserade, dernier ballet dansé par le roi en public[6].
- 15 février : les dernières religieuses de Port-Royal des Champs qui refusaient de signer le Formulaire se soumettent, sous la pression de Lemaistre de Sacy[7]
- 18 février: Colbert est nommé secrétaire d’État de la maison du roi en remplacement de Henri du Plessis-Guénégaud[8].
- 25 février : Ballet de l’Amour, dansé chez l’intendant de Bourgogne[6].

- 3 mars : Port-Royal est rétabli[7].
- 7 mars : Jean-Baptiste Colbert devient le premier secrétaire d'État de la Marine[8]. Il entame la réorganisation de la marine française, qui emploie seulement 600 bâtiments[9]. La marine de guerre passe de 30 bâtiments en 1661 à 196 en 1671 et 276 en 1683[8]. Les colonies françaises sont placées sous la direction du ministère de la Marine.

- Mars : édit sur la franchise du port de Marseille[10] (acte de navigation avec l’Empire ottoman).
- Juin : création de la Compagnie pour le commerce du Nord (Baltique)[10].

- 5 août : édit interdisant aux sujets du roi de sortir du royaume pour aller s’établir en pays étrangers, sous peine de confiscation de corps et de biens[11].
- 13 août : lit de justice.
  - l’ordonnance sur le fait des Eaux et Forêts est enregistrée par le Parlement de Paris[12]. C’est un véritable code forestier protégeant les forêts royales et mettant en place une conduite forestière ainsi qu’un règlement d’exploitation. Elle est divisée en 32 titres. Elle innove peu mais clarifie beaucoup. Le titre I est consacré à la compétence juridictionnelle. L’ordonnance fixe également les attributions des autorités administratives en la matière, et les règles de police spéciale ainsi que les peines encourues (dans le dernier titre).
  - promulgation de l’édit sur la qualité des toiles[13].
  - enregistrement de l’édit portant que les gentilshommes peuvent faire le commerce de mer sans déroger[14].

- 4 septembre: ordonnance pour l’enrôlement des matelots, en Bretagne[15].

- 6 octobre : divertissement de Chambord. Molière joue pour la première fois sa comédie ballet Monsieur de Pourceaugnac[6].

- 28 novembre : Charles Colbert de Croissy devient conseiller d’État[16].

- 5 décembre : audience au Château Neuf de Saint-Germain-en-Laye de Soliman Aga, porteur d’une lettre du sultan ottoman Mehmed IV, que l’on croit ambassadeur. L’échec de la réception fastueuse inspire la célèbre turquerie du Bourgeois gentilhomme de Molière[17]. Lors de son séjour, Soliman Aga introduit l’usage du café à Paris[18].
- 20 décembre : ordonnance décidant la levée de deux régiments dans la marine royale destinés au service sur les vaisseaux et dans les colonies, le Régiment Royal-La Marine à Brest et Amiral à Toulon[19].
- 29 décembre : Colbert nomme par commission Francesco Bellinzani inspecteur général des manufactures[20].